# اچ‌ام‌اس ترافالگار (۱۸۸۷)
اچ‌ام‌اس ترافالگار (۱۸۸۷) (به انگلیسی: HMS Trafalgar (1887)) یک کشتی بود که طول آن ۳۴۵ فوت (۱۰۵ متر) بود. این کشتی در سال ۱۸۸۸ ساخته شد.